# Die Beteiligten
Pour plus de détails, voir Fiche technique et Distribution.
Die Beteiligten est un film policier est-allemand réalisé par Horst E. Brandt (de), sorti en 1989.
L'intrigue est inspirée de fait réels.

## Synopsis
Au printemps 1964, le cadavre d'une jeune femme est découvert dans l'Elbe. De l'avis général, la cause de la mort est accidentelle, et l'inspecteur Erwin Müller s'apprête à fermer le dossier. Pourtant, son jeune collègue Hans Gregor s'entête à poursuivre l'enquête.

## Fiche technique
- Titre original : Die Beteiligten (litt. « Les Impliqués » / « Les Concernés »)
- Réalisateur : Horst E. Brandt (de)
- Scénario : Gerhard Bengsch (de)
- Photographie : Peter Badel (de)
- Montage : Rosemarie Drinkorn
- Son : Klaus Tolstorf
- Musique : Rainer Böhm (de)
- Costumes : Ines Raatzke
- Sociétés de production : Deutsche Film AG
- Pays de production :  Allemagne de l'Est
- Langue de tournage : allemand
- Format : Couleur Orwo - 1,33:1 - Son mono - 35 mm
- Durée : 103 minutes (1h43)
- Genre : Policier
- Dates de sortie :
  - Allemagne de l'Est : 15 juin 1989

## Distribution
- Manfred Gorr (de) : Hans Gregor
- Gunter Schoß (de) : Erwin Müller
- Jürgen Zartmann (de) : Willi Stegmeier
- Karin Ugowski (de) : Eva Sorge
- Christoph Engel (de) : Ewald Sorge
- Karin Gregorek (de) : Anna Sell
- Katrin Knappe (de) : Helga Jordan
- Renate Heymer (de) : Betty Stegmeier
- Peter Kube (de) : le procureur Matthes
- Wolfgang Greese (de) : Richard Sell
- Friederike Aust (de) : Erika Müller
- Stefan Lisewski (de) : Dr Martin Bröge
- Harry Pietzsch (de) : Rudi Zoch
- Ute Lubosch (de) : Hilde Redlin
- Petra Hinze (de) : Ida Gellert